# Тегирменти
Тегирменти (кирг. Тегирменти) — село в Кеминском районе Чуйской области Кыргызстана. Входит в состав Кек-Ойрокского аильного округа. Код СОАТЕ — 41708 213 823 03 0.

## География
Село расположено в правобережной части долины реки Чонг-Кемин, на расстоянии приблизительно 36 километров (по прямой) к востоку от города Кемин, административного центра района. Абсолютная высота — 1659 метров над уровнем моря.

## Население
| год     | 2009 | 2014 | 2015 |
| ------- | ---- | ---- | ---- |
| человек | 1446 | 1643 | 1553 |